# Henryk Szeryng

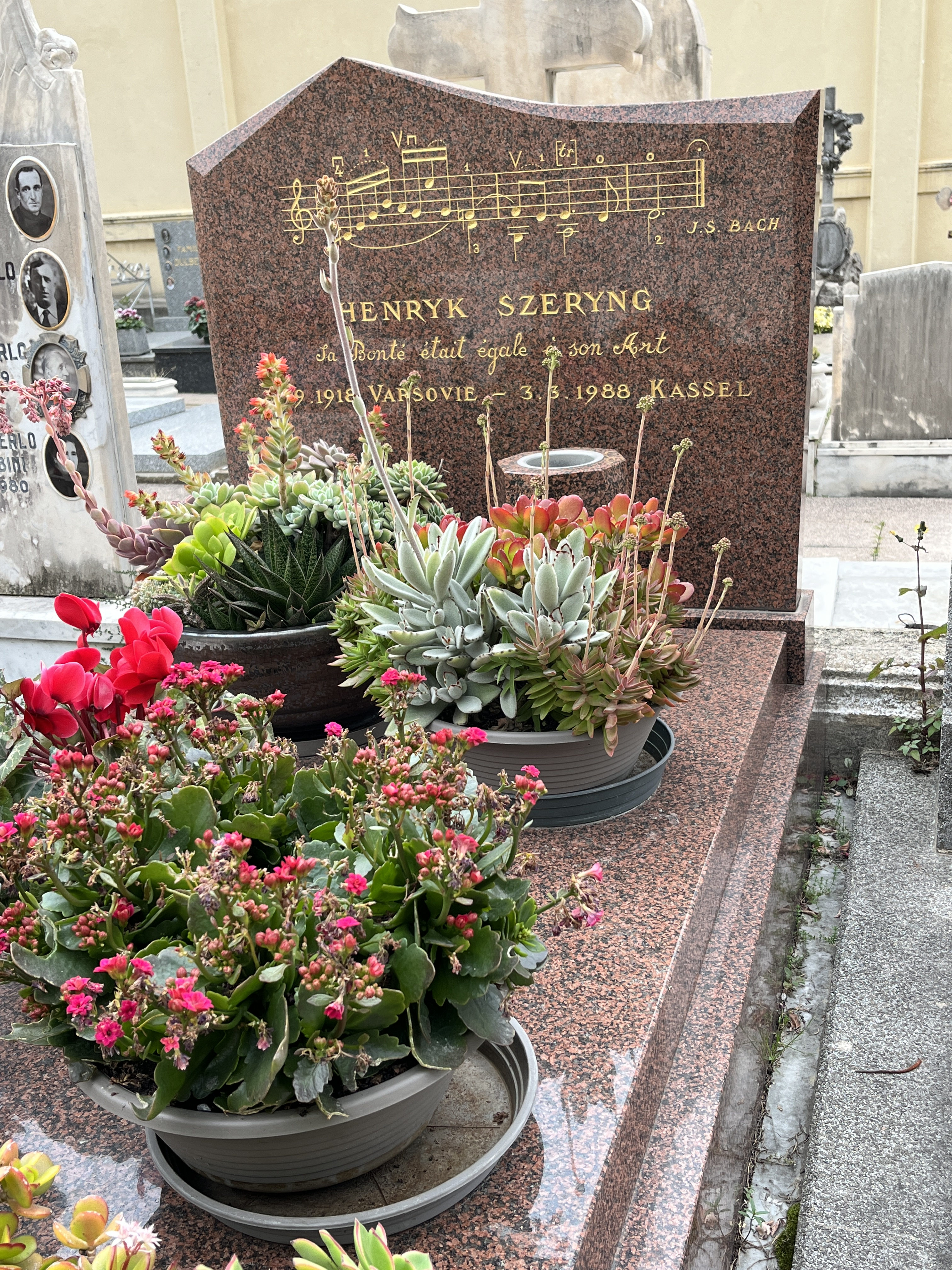
Sépulture de Henryk Szeryng au cimetière de Monaco.

Henryk Bolesław Szeryng, né le 22 septembre 1918 à  Varsovie en Pologne et mort le 3 mars 1988, est un violoniste polonais juif naturalisé mexicain.

## Biographie
Né dans une famille juive cossue, Henryk Szeryng apprend le piano et l'harmonie avec sa mère à l'âge de cinq ans. À sept ans, il opte pour le violon et reçoit les leçons de Maurice Frenkel, avant d'être l'élève à Berlin de Carl Flesch (1929-1932). Il continue ses études au Conservatoire national de musique et d'art dramatique à Paris avec Jacques Thibaud et obtient le premier prix de violon en 1937 ; il y suit également jusqu'en 1939 les cours de composition de Nadia Boulanger. Il avait fait ses débuts comme soliste le 6 janvier 1933 en jouant le Concerto pour violon de Brahms avec l'Orchestre philharmonique de Varsovie dirigé par George Georgescu. Pendant la Seconde Guerre mondiale, il travaille comme interprète pour le gouvernement polonais en exil (il parlait couramment sept langues) et donne des concerts pour les troupes alliées partout dans le monde. En 1943, durant l'un de ses concerts à Mexico, on lui avait proposé de prendre la direction du département des cordes de l'université de la ville. Il finit par accepter et devient citoyen mexicain en 1946.
Il participe à deux tournée Jeunesses Musicales Canada, en 1955-1956 et 1957-1958 avec le pianiste Charles Reiner.
Il était marié avec Waltraud Szeryng. Il est enterré au cimetière de Monaco. 
Sur sa pierre tombale sont gravées les notes de la fin de la Chaconne de la Partita no 2 de Johann Sebastian Bach en ré mineur BWV 1004 avec les doigtés et les coups d’archet de l'artiste.

## Distinctions
Henryk Szeryng reçoit de nombreuses distinctions.
- 1956 : Chevalier de l'ordre Polonia Restituta (Pologne)
- 1963 : Officier des Arts et des Lettres
- 1971 : 
  - Chevalier de la Légion d'honneur
  - Commandeur de l'Ordre d'Alphonse X le Sage (Espagne)
- 1975 : Commandeur des Arts et des Lettres
- 1976 : Officier de l'ordre de la Couronne (Belgique)
- 1983 : Officier de la Légion d'honneur
- 1985 : Commandeur de l'ordre de Saint-Charles (Monaco)
- Officier de l'ordre Polonia Restituta (sans date)

## Liste sélective des enregistrements d'Henryk Szeryng
- Sonates et partitas pour violon solo de Bach en 1955 (CBS) et en 1967 (Deutsche Grammophon).
- Concerto pour violon de Brahms avec le London Symphony Orchestra dirigé par Pierre Monteux en 1959.
- L'intégrale des Trios de Brahms et le  Trio nº 1 de Schumann, avec Pierre Fournier et Arthur Rubinstein en 1975.
- Trios nº 1 Op. 99 et nº 2 Op. 100 de Schubert avec Pierre Fournier et Arthur Rubinstein en 1976.
- Concerto pour violon en ré majeur Op. 61, de Beethoven, avec le Royal Concertgebouw Orchestra, sous la direction de Bernard Haitink (26-27 avril 1973). (CD n° 9 de l'intégrale Beethoven Brilliant Classics éditée en 2007).
- Romances n° 1 (Op. 40 en sol majeur) et n° 2 (Op. 50 en fa majeur) pour violon et orchestre, de Beethoven, avec le Royal Concertgebouw Orchestra, sous la direction de Bernard Haitink (26-27 avril 1973). (CD n° 9 de l'intégrale Beethoven Brilliant Classics éditée en 2007).
- Concertos pour violon de Robert Schumann et de Felix Mendelssohn, avec l'Orchestre symphonique de Londres, sous la direction d'Antal Dorati (juillet 1964, label Mercury).
- Concertos pour violon et orchestre (intégrale) de Mozart, avec le New Philharmonia Orchestra, sous la direction de Sir Alexander Gibson (Philips, 1966).
- Concerto pour violon n°3, Havanaise, Introduction et Rondo Capricioso, de Camille Saint Saëns, Orchestre de l'Opéra de Monte Carlo, dir.Eduard van Remoortel. (Philips 1970)
- L'intégrale des sonates pour violon et piano avec Ingrid Haebler Newt on classics
- Henryk Szeryng Complete Philips Mercury & DG Recordings Decca 44 CD